# Treamcast
Treamcast es una consola clónica de Dreamcast, que fue creada por una compañía china desconocida, es compatible con todos los juegos y accesorios de Dreamcast, al igual que la Dreamcast reproduce VCD y MP3, pero no es lo más interesante que propone esta consola: la consola tiene una pantalla incorporada a la parte de arriba que se pliega sobre ella, existiendo la posibilidad de ser usada como una videoconsola portátil. 
Tras muchos pleitos Sega, la creadora de Dreamcast, ganó el juicio y tiene total derecho sobre la producción de la consola, que al igual que la Dreamcast dejó de producirse.
Al ser una versión mejorada de la Dreamcast no tiene problemas con las regiones y por lo tanto no importa que sea china para utilizar juegos PAL de la Dreamcast, la única manera de conseguir una hoy en día es comprarla de segunda mano en tiendas en línea o portales de compra y venta, pero es difícil de encontrarla nueva.
- Datos: Q1055151